# Boerengat (haven)
Het Boerengat in het oosten van Rotterdam is een uit de 1591 stammende binnenhaven. Het Boerengat ligt ten oosten van het Haringvliet (gegraven in 1590) en vormde de oostelijke toegang tot het Haringvliet.
In 1589 kocht de Admiraliteyt van de Mase (een van de admiraliteitscolleges die in die tijd belast waren met het bestuur van de Hollandse zeemacht) een terrein ten oosten van de stad Rotterdam. Aan het Boerengat werd een scheepstimmerwerf gevestigd, waar in 1665 het admiraalsschip van Michiel de Ruyter, de Zeven Provinciën gebouwd werd.

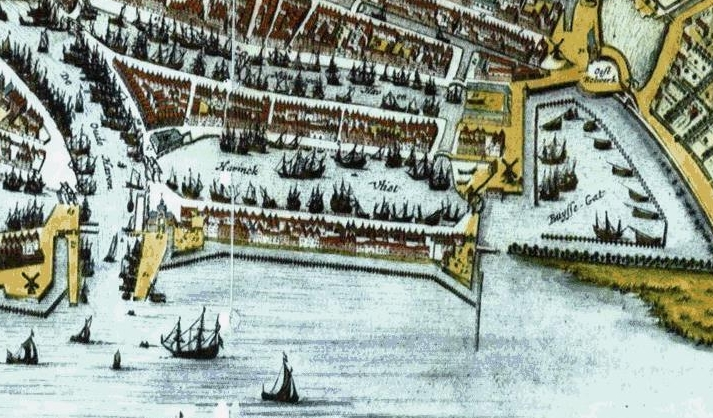
Haringvliet in het midden
Boerengat rechts (1652)

In 1689 werd het Boerengat in oostelijke richting uitgebreid. In 1699 werd deze uitbreiding wederom verlengd (nu onder de naam Buizengat).
Tussen 1855 en 1858 was aan het Boerengat het eindpunt van de spoorlijn Utrecht-Rotterdam; dit station was bekend onder de naam halte Boerengat. Vanaf 1858 tot 1953 was station Rotterdam Maas het eindpunt van de spoorlijn.

Op 5 januari 1945 werd het stoffelijk overschot van verzetsstrijder en verrader Kees Bitter in het Boerengat gedumpt.
Het Boerengat was voornamelijk een ligplaats voor de binnenvaart. Tegenwoordig is dat nog nauwelijks mogelijk door de afmetingen van de moderne schepen en zijn drijvende ligplaatsen voornamelijk in gebruik voor de recreatievaart.